# عثمان نورمحمدف
عثمان نورمحمدف (به روسی: Осман Нурмагомедов، آوانگاری: زادهٔ ۲۱ مهٔ ۱۹۹۸) یک کشتی‌گیر آزادکار اهل کشور جمهوری آذربایجان است. وی سابقه حضور در المپیک ۲۰۲۴ پاریس را دارد.
از افتخارات وی می‌توان به کسب مدال نقره قهرمانی کشتی جهان ۲۰۲۳ و دو مدال برنز قهرمانی کشتی جهان ۲۰۲۱ و قهرمانی کشتی جهان ۲۰۲۲ اشاره کرد.

## فعالیت حرفه‌ای

### قهرمانی کشتی جهان ۲۰۲۱
نورمحمدف در وزن ۹۲ کیلوگرم کشتی آزاد قهرمانی کشتی جهان ۲۰۲۱ اسلو شرکت کرد، او در مسابقه های اول و دوم پروتویراج پاتیل از هند و زبیگنیف بارانوفسکی از لهستان را شکست داد اما در نیمه نهایی به محمد قربانف از روسیه باخت و به دیدار رده‌بندی رفت. وی در دیدار رده‌بندی آمارهاجی ماهامدائو از بلاروس را شکست داد و مدال برنز را بدست آورد.

### قهرمانی کشتی جهان ۲۰۲۲
نورمحمدف در وزن ۹۲ کیلوگرم کشتی آزاد قهرمانی کشتی جهان ۲۰۲۲ بلگراد شرکت کرد، او در مسابقه های اول و دوم مکسول لاسی از کاستاریکا و فیض‌الله آکتورک از ترکیه را شکست داد اما در نیمه نهایی به جیدن کاکس از آمریکا باخت و به دیدار رده‌بندی رفت. وی در دیدار رده‌بندی رادوسلاو مارسینکیویچ از لهستان را شکست داد و مدال برنز را بدست آورد.

### قهرمانی کشتی جهان ۲۰۲۳
نورمحمدف در وزن ۹۲ کیلوگرم کشتی آزاد قهرمانی کشتی جهان ۲۰۲۳ بلگراد شرکت کرد، او در این مسابقات دنیس سهالیوک از اوکراین، زاهید والنسیا از آمریکا و آرش یوشیدا از ژاپن را شکست داد و به فینال رسید. وی در دیدار نهایی به رضابک آیتموخان از قزاقستان باخت و به مدال نقره رسید.